# Kathleen Weiß
Kathleen Weiß (Schwerin, 2 febbraio 1984) è una pallavolista tedesca.
Gioca nel ruolo di palleggiatrice nel MTV Stoccarda.

## Carriera
La carriera di Kathleen Weiß inizia nello Schweriner SC nel 1993, giocando prima nella squadra primavera e poi in prima squadra come riserva: in questo periodo vincerà un campionato tedesco nel 2000. Nello stesso anno la società decide di darla in prestito al Parchim, squadra di seconda divisione, con la quale resta per tre stagioni. Ritornata allo Schweriner SC resterà fino al 2008, vincendo nuovamente un campionato nel 2006 e due coppe di Germania nel 2005 e 2006. Dal 2003 entra a far parte stabilmente della nazionale tedesca.
Nel 2008 viene ingaggiata dalla squadra olandese del Martinus, una delle formazioni più quotate a livello europeo: vince un campionato e una coppa dei Paesi Bassi. Nell'estate del 2009 vince con la nazionale tedesca la sua prima medaglia, un bronzo, al World Grand Prix e conquistata un quarto posto al campionato europeo. Nella stagione 2009-2010 si trasferisce in Italia, precisamente a Perugia, squadra di serie A1. Nel 2010 viene ingaggiata dall'İqtisadçı Voleybol Klubu, squadra del massimo campionato azero; nel 2011 con la nazionale vince la medaglia d'argento al campionato europeo.
Nella stagione 2011-2012 ritorna in Italia per giocare nella Spes Conegliano, ma nel mese di gennaio 2012, a seguito del fallimento della società veneta, passa al Chieri Volley. Nella stagione 2012-13 viene ingaggiata dal Volley Bergamo; con la nazionale vince la medaglia d'oro all'European League 2013 e quella d'argento al campionato europeo 2013.
Nel campionato 2014-15 gioca nella Extraliga ceca con il Volejbalový klub Prostějov, dove resta per due annate, per poi essere ingaggiata nella stagione 2016-17 dal Miejski Klub Siatkarski, nella Liga Siatkówki Kobiet polacca. Nella stagione 2017-18 ritorna al club di Prostějov mentre in quella successiva disputa la Superliga bulgara con la maglia del Marica, aggiudicandosi la coppa nazionale e il campionato.
Rientra nella massima serie tedesca per la stagione 2019-20, accasandosi al MTV Stoccarda.

## Palmarès

### Club
- Campionato tedesco: 2

1999-00, 2005-06
- Campionato olandese: 1

2008-09
- Campionato bulgaro: 1

2018-19
- Coppa di Germania: 2

2005-06, 2006-07
- Coppa dei Paesi Bassi: 2

2008-09
- Coppa di Bulgaria: 1

2018-19

### Nazionale (competizioni minori)
- European League 2013
- Montreux Volley Masters 2014

### Premi individuali
- 2010 - Torneo di qualificazione europeo al World Grand Prix 2011: Miglior servizio